# Den nya världen
Den nya världen (engelska: The New World) är en dramafilm från 2005, med manus och regi av Terrence Malick. Filmen är en historisk skildring av grundandet av Jamestown, Virginia-kolonierna 1607, inspirerad av de historiska figurerna kapten John Smith, Pocahontas av Powhatan-stammen och John Rolfe. Det är den fjärde filmen skriven och regisserad av Malick. 

## Rollista i urval
- Colin Farrell - kapten John Smith
- Q'orianka Kilcher - Pocahontas
- Christian Bale - John Rolfe
- Christopher Plummer - kapten Newport

## Inspelning
Scenerna i England filmades i Hampton Court Palace och Hatfield House, nära London, utanför Bodleianska biblioteket vid Oxfords universitet. Q'orianka Kilcher som spelade Pocahontas var endast 14 år när filmen spelades in.

## Språk
Språket som ska ha talats i Virginia innan kolonialismen har varit utdött i över 200 år innan filmen skapades. Malick tog då hjälp av lingvisten Blair Rude för att försöka återskapa språket för filmen. Mycket av dialogen i det återskapade algonkinspråket är dock inte textat. Filmen använder sig även av voice-over (på engelska) talade av Pocahontas, John Smith och John Rolfe. 